# 丘堆
丘堆（？—428年），鮮卑姓丘敦，鮮卑名庫堆，代人，中国南北朝北魏鲜卑族将领，拓跋宗族十姓之一。
丘堆初以忠谨入侍魏道武帝。魏明元帝即位，拾遗左右，進散騎常侍。随叔孫建討山胡。劉裕北伐，丘堆和叔孫建出河内到枋頭防備。418年（泰常三年）后秦灭后，丘堆留镇并州。夏国赫連勃勃来犯，丘堆和游击将軍王洛生将他击退。以功赐爵为侯。422年（泰常七年）太子拓跋焘监国临朝，丘堆与太尉穆观为右弼，协同处理朝政。423年（泰常八年），拓跋焘即位为太武帝，進爵臨淮公，加鎮西将軍，转任太僕。
427年（始光四年）太武帝討夏国赫連昌，丘堆和常山王拓跋素率步兵三万人为后继。赫連昌战敗南逃，丘堆和宗正娥清率五千騎兵攻略关右、攻下贰城。428年（神䴥元年），他和宜城王奚斤合军攻打平昌。軍马乏粮，丘堆派義兵将軍封礼到民間征粮，士卒暴掠扰民，被赫連昌袭击，丘堆战敗。丘堆数百騎回到安定城。奚斤追击赫連定，留丘堆在安定守輜重。奚斤被赫連定俘虏，丘堆丢弃軍資逃亡長安，再率高涼王拓跋礼逃亡蒲坂。太武帝大怒，派遣西平公安頡斩杀丘堆。        

## 子
- 丘跋（淮陵侯、安遠将軍，后征盖吴，阵亡）
- 丘乞直，乞银曹比和真曹宿卫曹四曹尚书、洛州诸军事、洛州刺史

## 孫
- 丘麟（瑕丘鎮将、假平南将軍、東海公，東兗州刺史）
- 丘哲

## 延伸阅读
[在维基数据编辑]
 《魏書/卷30》，出自魏收《魏书》
 《北史·卷025》，出自李延壽《北史》